# كارل ألفرد بيدرسن
كارل ألفرد بيدرسن (بالنرويجية البوكمول: Carl Alfred Pedersen)‏ هو لاعب جمباز فني نرويجي، ولد في 5 مايو 1882 في كريستيانية في النرويج، وتوفي في 25 يونيو 1960 في أوسلو في النرويج.

## وصلات خارجية
- كارل ألفرد بيدرسن على موقع أوليمبيديا (الإنجليزية)